# Замок Велшстоун

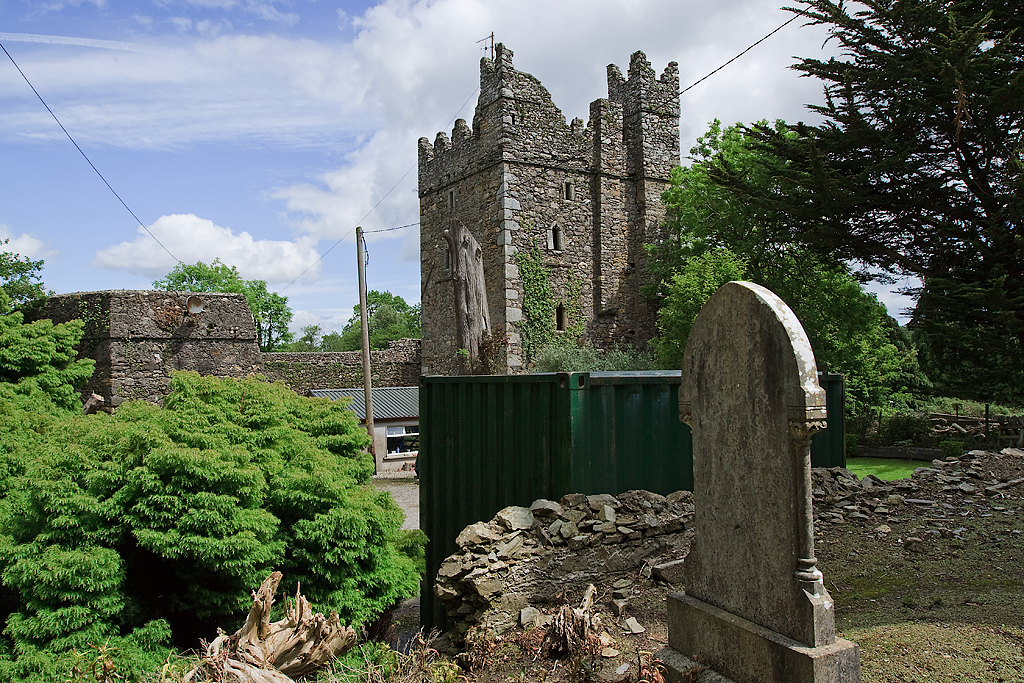
Замок Велшстоун.

Замок Велшстоун (англ. Walshestown Castle) — один із замків Ірландії, розташований в графстві Даун, Північна Ірландія, біля міста Даунпатрік, поруч біля замку Майра, на берегах озера Странгфорд-Лох.

## Історія замку Велшстоун
Нинішній замок Велшстоун був побудований в XVII столітті в часи короля Англії Карла І капітаном Андерсоном, що отримав ці землі в дар за службу королю Англії. Замок Велшстоун був побудований на основі руїн більш давнього замку. На цьому місці ще в ХІІ столітті після англо-норманського завоювання Ірландії норманські феодали збудували замок. Цим замком володів феодал Джон де Курсі. Але потім замок був закинутий і перетворився на руїну.
Після побудови замку Велшстоун Андерсони жили в замку Велштоун майже 300 років. Замок Велштоун був одним з небагатьох заселених середньовічних замків Ірландії в ХІХ столітті. При цьому в замку жили нащадки його давніх власників і будівничих. Одним із власників замку Велшстоун у ХІХ столітті був капітан Річард Форстер Андерсон, що жив в цьому замку разом з сім'єю. У нього були діти, але вони померли в дитинстві. Вижила тільки дочка Джейн Андерсон. Вона одружилась у 1843 році з Ровландом Крайгом-Лаврі (1810—1896) — аристократом шотландського походження, що володів землями і замками Червоним та Керкубрі. Він же збудував у 1844 році замок Майра поруч біля замку Велшстоун. Внаслідок цього шлюбу замок Велшстоун перейшов у власність Ровланда Крайга-Лаврі та його нащадків. Ричард Форстер Андерсон поїхав до Америки і помер у Каліфорнії в 1840 році.
Історію замку Велшстоун досліджував історик Льюїс.
Навколо замку Велшстоун є давній парк, розбитий ще у XVIII столітті, хоча більшість дерев там були посаджені пізніше. Біля замку Велшстоун є ще огороджений сад на східній стороні замку, є струмок, ставок, будинок садівника. Збереглися давні стайні, каретний будинок, ферма. До будинку примикає корінчаста готична вежа в стилі Тюдорів.